# Cerochroa nigrilabris
Cerochroa nigrilabris es un insecto coleóptero de la familia Chrysomelidae.
Fue descrita científicamente en 1922 por Laboissiere.